# Shredy Jabarin
Shredy Jabarin (auch Shredi Jabarin, hebräisch שרדי ג'בארין, arabisch شريدي جبارين; * 2. Dezember 1981 in Jaffa) ist ein israelisch-palästinensischer Schauspieler, Regisseur, Drehbuchautor, Produzent, Filmemacher und Fotograf.

## Biografie
Jabarin studierte von 1999 bis 2003 Schauspiel an der Tel Aviv University. Seither arbeitete er in internationalen Filmen und am Theater in mehreren Sprachen, darunter Englisch, Französisch, Deutsch, Arabisch und Hebräisch.
2008 war er als bester Schauspieler für seine Rolle in Alles für meinen Vater für den israelischen Film Academy Award nominiert und spielte weitere Hauptrollen in Filmen wie The Savior.
Neben seiner Tätigkeit als Schauspieler führt Shredy Jabarin Regie, produziert und schreibt Kurzfilme, Musikvideos und Theaterstücke, u. a. zusammen mit der deutschen Sängerin und Komponistin Maria GoJa.

## Filmografie

### Film
- 2015 The Children of light waiting for Giddo – Shredy Jabarin
- 2014 Mars at Sunrise – Jessica Habie
- 2013 spielt er Jesus im Film The Savior - Robert Savo
- 2013 Kiddon – Emanuel Nekach
- 2010 Miral – Julian Schnabel
- 2009 Mrs. Moskowitz & the Cats – George Gorevitz
- 2009 Carmel – Amos Gitai
- 2008 Body of Lies – Ridley Scott
- 2008 For my Father / Alles für meinen Vater – Dror Zahavi
- 2006 The Bubble – Eine Liebe in Tel Aviv – Eytan Fox
- 2005 Avenge but One of My Eyes – Avi Mograbi
- 2005 Free Zone – Amos Gitai
- 2011 München 72 – Das Attentat

### Fernsehen
- 2013 Jerusalem Syndrom – Dror Zahavi, ARD
- 2012 München 72 Das Attentat – Dror Zahavi, ZDF
- 2010–2011 Taxi Driver – Eythan Haner, Ethan Zur
- 2010 Arabs Labor – Shay Capon
- 2009 Naked Truth – Uri Barabash
- 2008–2008 Good Intensions – Uri Barabash

### Theater
- 2011–2012 The Day before the last Day – Schaubühne, Berlin, Deutschland
- 2010–2012 Death and the Maiden – Regie: Juliano Mer-Chamis, Al-Midan Theater, Haifa, Israel
- 2009–2010 The Wars of Sons of Light – Regie: Amos Guiai, mit Jeanne Moreau und Éric Elmosnino auf dem Festival d’Avignon und im Odeon Theatre, Paris, France
- 2008–2010 The second End of Europe, Regie: Janusz Wiśniewski – The Nowy Theatre, Poznań/Posen, Polen
- 2008–2008 Gefen Baladi – Cameri-Theater, Tel Aviv, Israel
- 2006–2008 Plonter – Cameri-Theater, Tel Aviv, Israel
- 2005–2005 The Red Tent – The Simta Theatre, Tel Aviv, Israel
- 2004–2004 Masked – The Arab Hebrew Theatre, Tel Aviv, Israel
- 2004–2004 A winter in the Checkpoint Regie: Nola Chilton – The Arab Hebrew Theatre, Tel Aviv, Israel
- 2003–2004 Forced Landing – The Arab Hebrew Theatre, Tel Aviv, Israel

## Regie, Drehbuchautor, Produzent
- 2015: The Children of light waiting for Giddo
- 2015: Disconnections
- 2014: I am that
- 2014: Crying dogs
- 2013: MissBerlin
- 2013: Kali
- 2010: MissFire

## Auszeichnungen
- 2008: Nominiert für den Israelischen Film Academy Award in der Kategorie Bester Schauspieler für Alles für meinen Vater
- 2008: Nominiert für den Israelischen Theatre Award, repräsentiert vom Cameri-Theater